# Поцелуй смерти (фильм, 1977)
«Поцелуй смерти» (англ. Kiss of Death) — телефильм режиссёра Майка Ли. Премьера ленты состоялась 11 января 1977 году на канале BBC One в рамках серии передач Play for Today.

## Сюжет
Тревор — странный парень, работающий в похоронном бюро. Свободное время он проводит за чтением или ходит в бар со своим другом Ронни и его девушкой Сандрой. Последняя не слишком рада такому попутчику, поэтому однажды в баре она знакомит Тревора со своей привлекательной подругой Линдой. Линда соглашается погулять с Тревором, однако тот кажется недостаточно общительным для напористой девушки...

## В ролях
- Дэвид Трелфолл — Тревор
- Джон Уитли — Ронни
- Кэй Эдшед — Линда
- Анджела Курран — Сандра
- Клиффорд Кершоу — мистер Гарсайд
- Памела Остин — мать Тревора